# ヒメシャクナゲ
ヒメシャクナゲ（姫石楠花、学名：Andromeda polifolia）は、ツツジ科ヒメシャクナゲ属の常緑小低木。別名、ニッコウシャクナゲ（日光石楠花）。

## 特徴
茎は地上を這い、上部が斜上して高さは10-30cmになる。葉は互生し、葉の形は広線形から狭長楕円形で、長さ1.5-3.5cm、幅3-7mmになる。縁は裏面にまくれ、葉裏は白みを帯びる。
花期は6-7月。枝の先端に2-6個のピンク色の花からなる散形花序をつける。花柄は直立して長さ1-2cmになり、その先端に下向きに長さ5-6mmのつぼ形の花冠をつける。花柄、萼片もピンク色になる。花冠は浅く5裂し、裂片は反り返る。雄蕊は10本ある。果実は径3-4mmの蒴果となる。

## 分布と生育環境
日本では、北海道、本州中部以北に、世界では北半球の寒冷地に広く分布し、寒地の湿原に生育する。

## ギャラリー
- 葉は裏面に反り返る。

## 下位分類
- カラフトヒメシャクナゲ Andromeda polifolia L. f. acerosa Hartman
- シロバナノヒメシャクナゲ Andromeda polifolia L. f. leucantha (Takeda) Takeda ex H.Hara